# Schnegaer Mühlengraben
Der Schnegaer Mühlengraben (Alternativname Schnegaer Mühlenbach) ist ein Nebenfluss der Wustrower Dumme im niedersächsischen Landkreis Lüchow-Dannenberg.
Der 13,1 km lange Bach im Einzugsgebiet der Jeetzel, einem Nebenfluss der Elbe, fließt auf dem Gebiet der Gemeinde Schnega und des Fleckens Bergen an der Dumme. Er hat ein Einzugsgebiet von 49 km² (siehe Flusssystem der Jeetzel, Nr. 44).
Die Quelle des Schnegaer Mühlengrabens liegt nördlich von Proitze und westlich des Galley-Berges. Er fließt von dort zunächst in südlicher Richtung – als Nördlicher Mühlenbach – bis Proitze. Von dort fließt er in östlicher Richtung, durchquert das 480 ha große Naturschutzgebiet Schnegaer Mühlenbachtal und den Kernbereich von Schnega, verlässt das Gemeindegebiet von Schnega, fließt dann durch Wöhningen (Ortsteil von Bergen an der Dumme), unterquert die B 71, fließt durch Jiggel und dann am westlichen Rand des 215 ha großen Naturschutzgebietes Gain.
Der Schnegaer Mühlengraben mündet am südwestlichen Rand dieses Naturschutzgebietes in die Wustrower Dumme.